# Pottschapplitz
Pottschapplitz (obersorbisch Počaplicy, vgl. Potschapl) ist ein Dorf im Süden des ostsächsischen Landkreises Bautzen. Es zählt zur Oberlausitz und gehört seit 1994 zur Gemeinde Demitz-Thumitz. Zuvor war es ein Ortsteil von Rothnaußlitz.
Der Ort ist landwirtschaftlich geprägt und es existieren noch einige Bauernhöfe und ein ehemaliges Rittergut. Die restlichen Gebäude sind reine Wohngebäude, welche großteils in den letzten 60 Jahren entstanden oder umgebaut worden sind. Es gibt heute keine aktiven Landwirte bzw. aktive Bauernhöfe mehr im Ort, die Felder werden großteils durch Landwirte bzw. landwirtschaftliche Betriebe der Nachbarorte bewirtschaftet.
Lediglich durch den Besitzer des Rittergutes werden die umliegenden Felder bewirtschaftet. Auch die benötigten Landmaschinen sind in Pottschapplitz stationiert. Im Jahr 2013 wurden auch Bauarbeiten für eine neue Maschinenhalle begonnen.
Der Ort verfügt über keine stationären Geschäfte, lediglich Verkaufswagen halten regelmäßig.
Auch industrielle oder sonstige Produktionsanlagen sind im Ort nicht vorhanden.

## Geografie
Pottschapplitz besteht aus zwei ca. 300 m auseinanderliegenden Teilen. Der größere Teil mit dem Rittergut befindet sich in einer Senke, durch welche das „Pottschapplitzer Wasser“ fließt. Der kleinere Teil – auch „Neu-Pottschapplitz“ genannt – befindet sich auf einem Höhenzug, auf welchem die Ortsverbindungsstraße von Stacha nach Cannewitz und Rothnaußlitz verläuft. In den 1930er Jahren entstanden im und außerhalb des Dorfes zwei größere künstliche Teiche, die zum einen der Fischzucht und zum anderen der Löschwasserversorgung dienen. Diese waren im Brandfall zwingend notwendig, da erst im Jahr 1988 eine Trinkwasserversorgung über Wölkau errichtet wurde.

## Geschichte

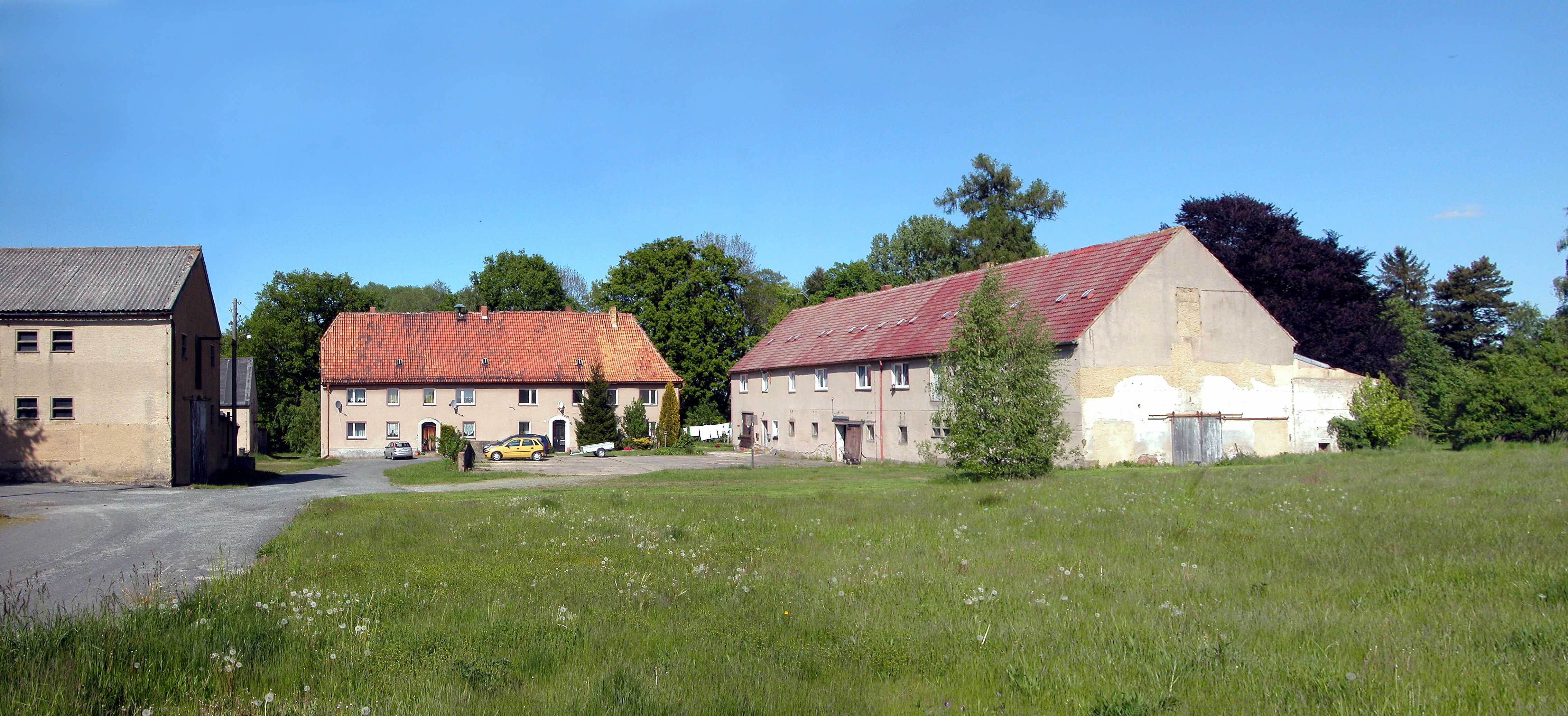
Rittergut Pottschapplitz, Herrenhaus

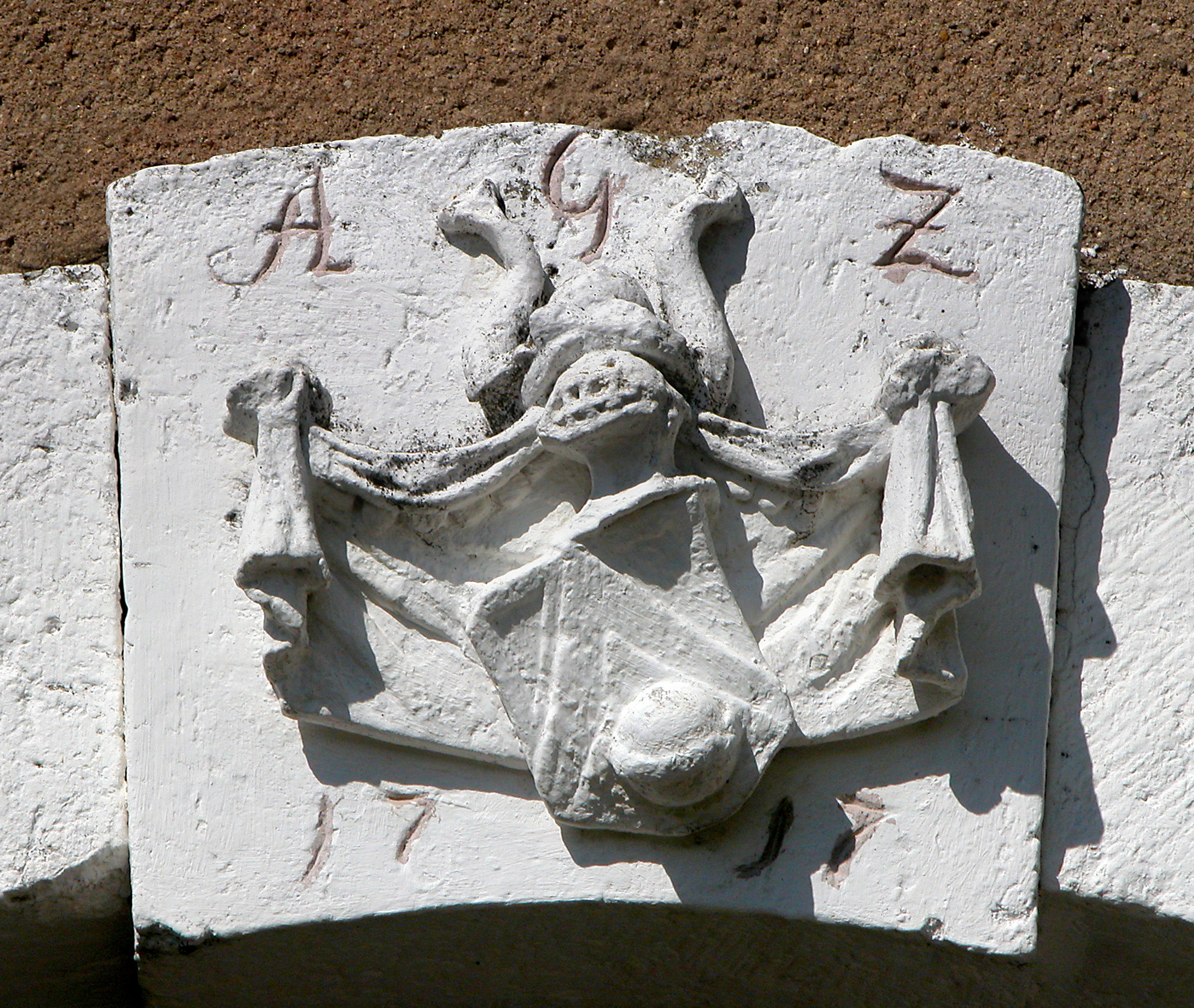
Herrenhaus Pottschapplitz, Wappenschlussstein AGZ, 1717 (Adam Gottlob Zwirner)

Der erste wahrscheinliche urkundliche Nachweis stammt aus dem Bautzner Dingbuch von 1364 als Herrensitz des Boemus de Cappelicz. 1374/82 kann der Ort aber mit Sicherheit im Zinsregister des Klosters St. Marienstern nachgewiesen werden, da das darin genannte Puczaplicz Roggen und Hafer als Zehnten abgeben musste.
Der ursprünglich sorbische Ortsname hat sich danach in mehreren Zwischenschritten zur deutschen Bezeichnung „Pottschapplitz“ und dem sorbischen Namen „Počaplicy“ gewandelt. 1364 "de Cappelicz", 1374/82 "Puczaplicz", 1464 ff. "Poczschenplitz", 1488 "Potzschenplitz" "Potzschaplitz", 1490 "Potzenplitz", 1559 "Potzschapelitz", 1622 "Poczscheblicz", 1693 "Pezschepliz", 1712 "Potschaplitz".
Neueste Ortsnamenforschung geht davon aus, dass der Ortsname aus einem Personennamen entstanden ist: "Siedlung der Leute des Počapal oder Počapala" (siehe auch Potschappel).
Im Jahre 1488 war Pottschapplitz ein meißnisches Lehen und 1559 wurde das bis heute bestehende Rittergut erstmals urkundlich erwähnt.
Die Bewohner von Großhänchen (Meißner Seite), Zockau und Semmichau hatten bereits im Sommer 1614 ihren Lehnsherren aus Pottschapplitz die vermehrten „vollen Hofedienste“ verweigert, als sie sich auch 1615 über die vermehrten Lasten empörten.
Obwohl der kleine Ort recht unbedeutend erscheint, wurden er und seine nähere Umgebung in den Kriegen 1760 und 1813 Schauplatz von Kämpfen oder Truppendurchmärschen.
Im Siebenjährigen Krieg gab es einen Befehl mit folgendem Text: „Der Marsch der Infanterie des rechten Flügels geht von Salzförstchen .... auf Nedaschütz zu und von hier queer über die Anhöhe, gegen Potzschaplitz; wo sich diese Truppen dem Feind in die Flanke setzen, Batterien formieren, und überall wo es angeht denselben kanonieren müsse.“
Während der Befreiungskriege führte der preußische Major Graf Lehndorff am 23. September 1813 die 3., 4. und Jäger Escadrons des Ostpreußischen National Cavalerie Regiments in einen Angriff gegen französische Truppen. Diese hatten das Wirtshaus an der Chaussee bei Rothnaußlitz besetzt.
Für den 24. September 1813 gibt es die Meldung, dass General Baron von Sacken, von Pietzschwitz kommend, die Umgehung „auf Pottschapplitz“ nicht vor Einbruch der Nacht ausführen konnte. Der Angriff auf die bei Kleinförstchen stehenden Truppen musste deshalb auf den Folgetag verschoben werden. Dennoch scheint in der Nacht vom 24. auf den 25. September ein Angriff auf Pottschapplitz erfolgt zu sein. Dieser zeigte aber wohl nur, dass die französischen Truppen bereits abgezogen waren.
Offenbar hatte es im Pottschapplitzer Rittergut auch Einquartierungen von Soldaten gegeben. In seinem Tagebuch erinnert sich Rudolf von Bünau (1808–1880), wie er hier als kleiner Junge von den Kosaken russischer Einquartierung mit aufs Pferd genommen wird.
Auch der Zweite Weltkrieg ging an den Ort nicht spurlos vorbei. Es fanden wohl keine Kampfhandlungen in Pottschapplitz statt aber die älteren Bewohner können sich noch an einen Vorfall mit einem sowjetischen Panzer erinnern. Dieser fuhr abseits der Straßen und Wege von Norden nach Süden quer durch den Ort in Richtung Wölkau. Dabei wurden zwar nur einige Zäune zerstört aber die Angst/Verunsicherung der Bewohner war groß.
Die einstige Windmühle, die über dem ehemaligen Jugendclub stand, existiert heute nicht mehr. Lediglich große Gesteinsbrocken im Acker erinnern an das Bauwerk. Im Zuge der steigenden Bevölkerung in den letzten Jahrhunderten wurden große Teile der Bewaldung rund um das Dorf gerodet. So steht heute zwischen Pottschapplitz und Stacha nur noch eine einzelne Eiche auf weitem Feld, die früher die Grenze eines großen Waldes zwischen den zwei Dörfern darstellte. Dieser Wald erstreckte sich damals bis zum Großteich. Das einstige Großgut an dieser Eiche existiert heute nicht mehr.
Noch bis Anfang des 20. Jahrhunderts war Pottschapplitz mehrheitlich von Sorben bewohnt. Der Wissenschaftler Arnošt Muka zählte 1884/85 114 Einwohner, von denen 100 Sorben waren. Im Laufe des Jahrhunderts ging der Gebrauch der sorbischen Sprache stark zurück.
Bis 1936 bildete Pottschapplitz eine eigenständige Landgemeinde mit dem Ortsteil Wölkau (Meißner Teil). Dann wurde es nach Rothnaußlitz eingemeindet.
1959 schlossen sich im Zuge der Bodenreform und der Enteignung die ortsansässigen Bauern zur LPG Pottschapplitz zusammen, die aber nach der Wende geschlossen wurde.
Die Einwohnerzahl ist heute auf einem historischen Tiefstand, was sich durch den teilweisen Wegzug der Jugend in wirtschaftlich besser gestellte Regionen und natürlich auch der sinkenden Geburtenrate erklären lässt. Der Ort leidet wie fast die gesamte Oberlausitzer Region unter einer schleichenden Vergreisung.

## Wegesäulen
In und um den Ort stehen mehrere historische Wegesäulen. Diese wurden vor einigen Jahren restauriert und sind nun wieder gut lesbar.
| Standort                          | Gesamtansicht | Nahansicht | Nahansicht |
| --------------------------------- | ------------- | ---------- | ---------- |
| 51° 10′ 05,6″ N, 014° 15′ 03,6″ O |               |            |            |
| 51° 10′ 14,1″ N, 014° 14′ 38,1″ O |               |            |            |
| 51° 09′ 52,3″ N, 014° 14′ 59,3″ O |               |            |            |

## Herrenhaus/Rittergut

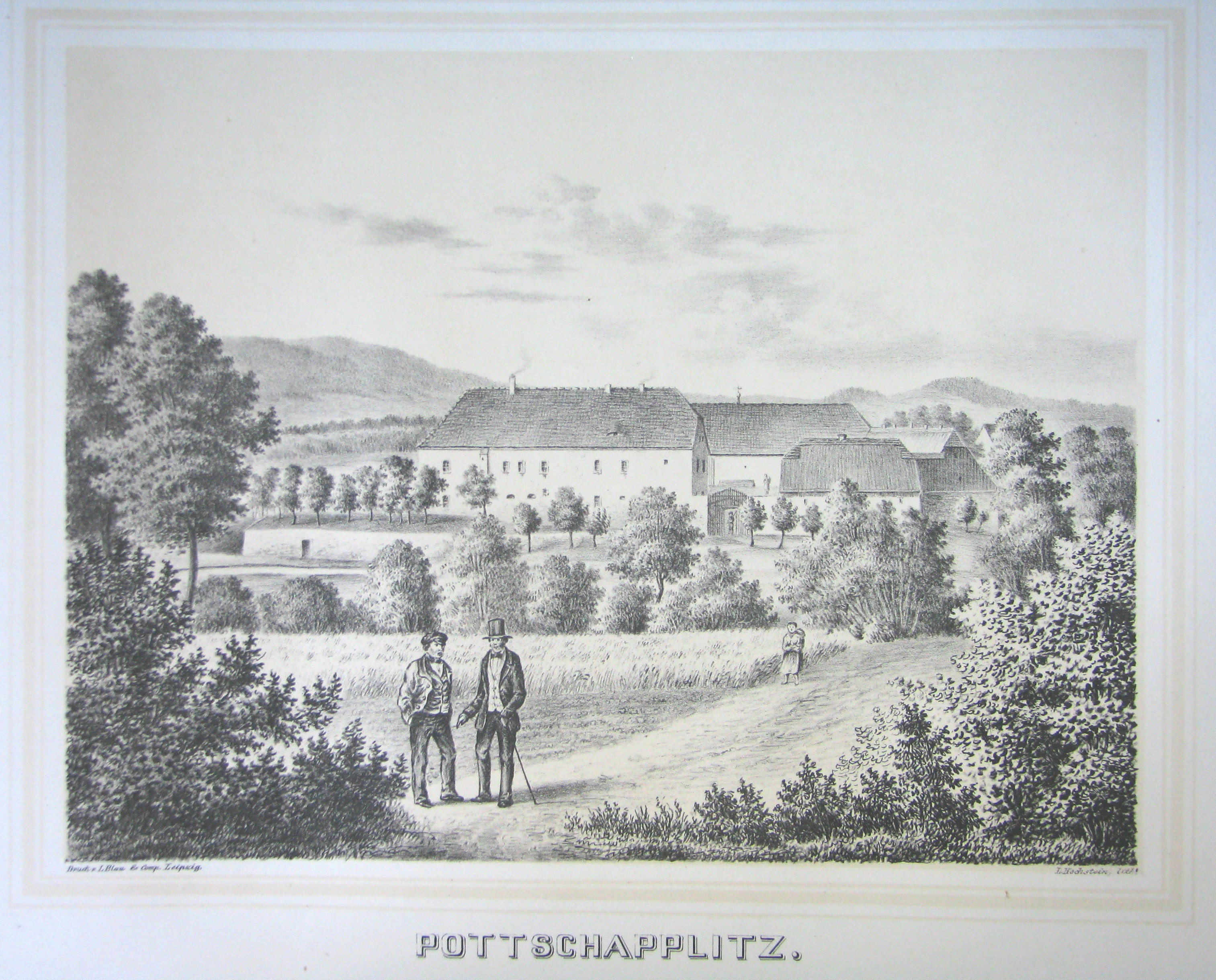
Historische Ansicht um 1855

Im Jahre 1559 wird in der Chronik von Bischofswerda bei einem Vorgang ein "Hans v. Maren hatte Pottschappliz zum Lehen" erwähnt.
Das heutige Herrenhaus des Rittergutes geht auf Adam Gottlieb Zwirner zurück. Der Stadtschreiber von Bischofswerda hatte das Gut 1709 gekauft und einen zweigeschossigen barocken Bau mit zwei Portalen errichten lassen. Der Korbbogen des rechten Portals zeigt die Jahreszahl 1717, das Monogramm AGZ (Adam Gottlieb Zwirner) und das Wappen. Das Wappen ist durch einen silbernen Sparren in schwarz und gold geteilt, darunter der schwarze Zwirnknäuel. 
Als Zwirner im Jahre 1740 starb, war er Bürgermeister von Bischofswerda. Seine Witwe verkaufte das Rittergut 1761 an einen Herrn von Criegern, dem in 400 Jahren rund 50 weitere meist bürgerliche Eigentümer und Pächter nachfolgten. Im Jahr 1791 wird eine Heirat zwischen Jacob Heinrich (Württemb. Major) mit einer Sophia Eleonora Reut, geb. Thielemann auf Pottschapplitz bei Bischofswerda dokumentiert.
In einem Grundbuch eines Grundstückes im Ort sind zwei Eigentümer als Rittergutsbesitzer benannt worden. Im besagten Grundbuch ist 1880 ein Hr. Robert Julius Döring eingetragen, ob dieser aber auch Besitzer des Rittergutes war, kann nicht sicher belegt werden. Die nachfolgenden Besitzwechsel des Rittergutes im Jahre 1890 an Hr. Dr. jur. Hans Otto und wiederum im Jahre 1905 an Richard Max Schulze gelten als sicher. Dies wird auch durch vorliegende Steuerunterlagen der Gemeinde Pottschapplitz der Jahre 1880 bis 1930 bestätigt. Das Rittergut Pottschapplitz fiel nach dem Zweiten Weltkrieg, anders als die größeren Güter, nicht unter die Bodenreform. Das Rittergut wurde, wie auch die anderen Höfe des Ortes, mehr oder weniger freiwillig in die LPG eingebracht. In dem Herrenhaus sind seitdem mehrere Wohnungen untergebracht. Die LPG nutzte die Gebäude des vierseitig umbauten Hofes als Stallungen, Lagerräume, Büros und Wohnungen. Die direkt dem Herrenhaus gegenüber liegende große Scheune wurde wegen starker Baufälligkeit nach 1990 abgebrochen. Auch die noch erhaltenen Gebäude warten auf eine gründliche Renovierung. Die Familie Schulze erlangte nach der Wende ihren Besitz wieder, verkaufte das gesamte Rittergut aber einige Jahre später. Der heutige Eigentümer stammt aus und lebt in den alten Bundesländern.
Leider hat auch der angrenzende kleine Park sein gepflegtes Erscheinungsbild verloren und erinnert nur noch durch die prächtigen Bäume an seinen früheren Glanz.
Übersicht der Besitzer/Lehensnehmer des Rittergutes Pottschapplitz
| Jahr         | Besitzer                                                    | Bemerkungen                                  | Nachweis     | Quelle                                 |
| ------------ | ----------------------------------------------------------- | -------------------------------------------- | ------------ | -------------------------------------- |
| 1477         | Carlowitz                                                   |                                              | recht sicher | [ 8 ]                                  |
| vor 1488     | Oswald von der Olßnitz                                      | ein Drittel 3 1/2 Mark Zins                  | recht sicher | [ 9 ]                                  |
| ab 1488      | Christoph von Haugwitz                                      | ein Drittel                                  | recht sicher | [ 9 ]                                  |
| ab 1488      | Hans von Mynnewitz zu Naußewitz                             | ein Drittel                                  | recht sicher | [ 9 ]                                  |
| 1490         | Alex von Naußelitz                                          | ein Drittel                                  | recht sicher | [ 9 ]                                  |
| ab 1499      | Melchior und Hans von Haugwitz                              | ein Drittel                                  | recht sicher | [ 9 ]                                  |
| 1519         | Nikel, Hans, Melchior, Balthasar Gebrüder von Tschirnhausen | ein Drittel („wie es ihr Vater Alex gehabt“) | recht sicher | [ 9 ]                                  |
| vor 1559     | Hans v. Hermsdorf                                           | ein Drittel ?                                | unsicher     | [ 9 ]                                  |
| 1559         | Hans v. Maxen                                               | ein Drittel ?                                | recht sicher | [ 9 ]                                  |
| 1559         | Teilverkauf an Georg von Maxen                              | ein Drittel ?                                | unsicher     | [ 10 ]                                 |
| 1592–1609    | Caspar von Klüx                                             |                                              | unsicher     | [ 10 ]                                 |
| 1607         | Paul Rohrscheidt                                            |                                              | unsicher     | [ 11 ]                                 |
| 1609/10–1672 | Ernst Albrecht von Alnpeck                                  |                                              | unsicher     | [ 11 ] [ 10 ]                          |
| 1672–1709    | Christoph III Vitzthum von Eckstädt                         |                                              | unsicher     | [ 10 ] [ 12 ]                          |
| 1709–1740    | Adam Gottlieb Zwirner                                       |                                              | sicher       | verschiedenste Fundstellen             |
| 1740–1761    | Witwe/Nachfahren Zwirner                                    |                                              | sicher       | verschiedenste Fundstellen             |
| nach 1761    | Karl Friedrich von Criegern                                 |                                              | unsicher     | [ 13 ]                                 |
| nach 1761    | v. Oppel                                                    |                                              | unsicher     | [ 10 ]                                 |
| nach 1761    | v. Wangenheim                                               |                                              | unsicher     | [ 10 ]                                 |
| nach 1761    | v. Linnenfeld                                               |                                              | unsicher     | [ 10 ]                                 |
| vor 1823     | Rudolf von Bünau                                            |                                              | recht sicher | [ 11 ] [ 14 ]                          |
| xxxx-1828    | Reichsritter Edler von Ehrenthal                            |                                              | sicher       | Ortschroniken                          |
| 1828-xxxx    | Friedrich Eduard Uhlmann                                    |                                              | sicher       | Ortschroniken                          |
| xxxx-1890    | Robert Julius Döring                                        |                                              | unsicher     | Grundbuch Hs. Nr. 18                   |
| 1890–1905    | Dr. jur. Hans Otto                                          |                                              | sicher       | Grundbuch Hs. Nr. 18, Steuerunterlagen |
| ab 1905      | Max Schulze                                                 |                                              | sicher       | Grundbuch Hs. Nr. 18, Steuerunterlagen |
| ab 19XX      | Hr. Alkhofer                                                |                                              | sicher       | Gemeindeverwaltung/Einwohner           |